# Marangua scopulosa
Marangua scopulosa är en stekelart som beskrevs av Vittorio Luigi Delucchi 1962. Marangua scopulosa ingår i släktet Marangua och familjen puppglanssteklar.
Artens utbredningsområde är Tanzania. Inga underarter finns listade i Catalogue of Life.